# Olga Soemska
Olga Vjatsjeslavivna Soemska (Oekraïens: Ольга В'ячеславівна Сумська) (Lviv, 22 augustus 1966) is een Oekraïens actrice en politica. In 2006 stelde Soemska zich verkiesbaar als burgemeester van Kiev.

## Filmografie
Een onvolledige lijst van films en series waarin Soemska heeft gespeeld:
- Blondynka (2014-2020)
- Krepostnaya (2019)
- Pismo po oshybke (2018)
- Tini nezabutykh predkiv. Tayemnytsi molfara (2013)
- Khochu rebenka  (2009)
- Za dvumya zaytsami  (2003)
- Ya kukla (2002)
- Vechera na khutore bliz Dikanki (2001)
- Printsessa na bobakh  (1998)
- Neskolko lyubovnykh istoriy  (1994)
- Tigrolovi (1994)
- Makarony Smerti ili Oshibka Professora Bugensberga (1992)
- Karpatske zoloto (1991)
- Vozvrashaisya, Kapitoshka!  (1989)
- Teatralnyy sezon  (1988)
- Solomiani dzvony  (1988)
- I v zvukakh pamyat otzovyotsya...  (1986)
- Vechera na khutore bliz Dikanki  (1983)
- Kapitoshka (1980)